# Live (álbum de Iron Butterfly)
Live es el primer  álbum grabado en vivo del grupo Iron Butterfly, lanzado en 1970. Incluye canciones de sus primeros tres álbumes, Heavy, In-A-Gadda-Da-Vida y Ball.

## Lista de canciones
Lado A
1. "In The Time Of Our Lives" - 4:23
2. "Filled With Fear" - 3:27
3. "Soul Experience" - 3:55
4. "You Can't Win" - 2:48
5. "Are You Happy" - 3:20

Lado B
1. "In-A-Gadda-Da-Vida" - 19:00

## Miembros
- Doug Ingle - Voces principales/Órgano
- Erik Brann - Guitarra principal/Voz
- Lee Dorman - Bajo/Voz
- Ron Bushy - Batería

## Posición en listas
- Billboard Top 15: N.º 12  Estados Unidos
- Billboard Top 15: N.º 9  Reino Unido